# Peter Barton
Peter Thomas Barton (Long Island, 19 juli 1956) is een Amerikaans acteur, vooral gekend voor zijn televisiewerk. 

## Biografie
Peter Barton werd als Peter Thomas Barton geboren in Valley Stream, Long Island, New York en studeerde aan de Valley Stream North High School, waar hij ook voetbal speelde en worstelde. Daarna ging hij naar het naburige Nassau Community College. Hoewel hij geaccepteerd werd aan de St. John's University School of Medicine, besloot hij zijn studies te stoppen en zich toe te leggen op een carrière als model en acteur. Hoewel hij geen acteeropleiding gevolgd heb kreeg hij zijn eerste rol in 1979 in Shirley, een televisieserie van NBC. In de jaren 1980 speelde hij ook mee in enkele horrorfilms. 
Barton werd in de jaren 1980 vooral bekend met zijn hoofdrol in de sciencefictionserie The Powers of Matthew Star. Later speelde hij nog in Burke's Law en had hij een gastrol in de soap The Bold and the Beautiful. De meeste bekendheid verwierf hij door zijn rol als Dr. Scott Grainger in The Young and the Restless. Hij werd door het magazine Playgirl uitgeroepen als een van de 10 meest sexy soapacteurs.
Zijn laatste optreden als acteur deed hij in  2005 in de film Repetition.

## Filmografie

### Films
- 1980: Stir
- 1981: Hell Night
- 1984: Friday the 13th: The Final Chapter
- 2001: A Man Is Mostly Water
- 2005: Repetition

### Televisie
- 1979: Shirley (televisieserie, 13 afleveringen) - als Bill Miller
- 1982: First Time (tv-film) - als Steve Kingsley
- 1982-1983: The Powers of Matthew Star (televisieserie, 22 afleveringen) - als Matthew Star
- 1984: The Love Boat (televisieserie, 2 afleveringen) - als Byron
- 1985: The Fall Guy (televisieserie, 13 aflevering: "The Life of Riley") - als Simon Gordon
- 1986–1993: The Young and the Restless (televisieserie) - als Dr. Scott Grainger
- 1987: Vanity Fair (televisieserie, aflevering: "Out Friend the Major") - als Bosun
- 1987: Rags to Riches (televisieserie, aflevering: "Beauty and the Babe") - als Brady Ladean
- 1993: The Bold and the Beautiful (televisieserie, aflevering: "Episode #1.1671")- als Dr. Scott Grainger
- 1994–1995: Burke's Law (televisieserie, 25 afleveringen) - als detective Peter Burke
- 1995: University Hospital (televisieserie, aflevering: "You Can Run...") - als Peter Piper
- 1996: Pacific Blue (televisieserie, aflevering: "Burnout") - als Greg 'Dingo' Vernon
- 1997–1998: Sunset Beach (televisieserie, 167 afleveringen) - als Eddie Connors
- 1998: Love Boat: The Next Wave (televisieserie, aflevering: "It Takes Two to Tango") - als Tom
- 1999: Baywatch (televisieserie, aflevering: "Baywatch Grand Prix") - als Damon Lusk